# Prva savezna košarkaška liga
Het Joegoslavisch basketbal kampioenschap (Servo-Kroatisch: Prva savezna košarkaška liga) was het hoogste niveau clubcompetitie in het Joegoslavisch professionele basketbal, waar gespeeld wordt om het nationale kampioenschap van Joegoslavië. Het werd georganiseerd door Košarkaški savez Jugoslavije. Vanaf het seizoen 1981/82 bestaat het uit een thuis-en-uit schema van 22 wedstrijden, gevolgd door een playoffronde met acht teams. De kwartfinales verlopen volgens het best-of-three-principe en de halve finales en de finale is een best-of-five. De laatste club degradeert naar de Prva B savezna košarkaška liga. Het beste team uit de Prva B savezna košarkaška liga promoveren naar de Prva savezna košarkaška liga.

## Winnaars basketbalkampioenschap
| Jaar   | Winnaar        | Runner-up     | Uitslag |
| ------ | -------------- | ------------- | ------- |
| 1982   | Cibona Zagreb  | KK Partizan   | 2-0     |
| 1983 ¹ | Bosna Sarajevo | KK Šibenka    | 2-1     |
| 1984   | Cibona Zagreb  | Rode Ster     | 2-1     |
| 1985   | Cibona Zagreb  | Rode Ster     | 2-1     |
| 1986   | KK Zadar       | Cibona Zagreb | 2-1     |
| 1987   | KK Partizan    | Rode Ster     | 2-0     |
| 1988   | Jugoplastika   | KK Partizan   | 2-1     |
| 1989   | Jugoplastika   | KK Partizan   | 2-0     |
| 1990   | Jugoplastika   | Rode Ster     | 3-1     |
| 1991   | POP 84         | KK Partizan   | 3-0     |
| 1992   | KK Partizan    | Rode Ster     | 3-0     |

¹ Op zaterdag 9 april 1983 speelden KK Šibenka en Bosna Sarajevo in de Baldekin Hall in Šibenik de beslissende derde wedstrijd van hun best-of-three playoff finale. De wedstrijd werd beslist in de allerlaatste seconde: Sabit Hadžić van Bosna kreeg een overtreding op Dražen Petrović van Šibenka, die vervolgens twee vrije worpen scoorde waarmee de wedstrijd werd gewonnen. De volgende ochtend, na het bekijken van videoherhalingen van de laatste momenten van de wedstrijd, stelde het voorzitterschap van de Basketbalfederatie van Joegoslavië (KSJ) vast dat de overtreding plaatsvond nadat de tijd al was verstreken. De wedstrijd werd daarom ongeldig verklaard en er werd een revanchewedstrijd bevolen op een neutraal terrein in Novi Sad. Ontevreden met de beslissing besloot Šibenka de wedstrijd te boycotten en weigerde te verschijnen voor de revanchewedstrijd. Het kampioenschap werd toegekend aan Bosna.